# 10400 Hakkaisan
10400 Hakkaisan eller 1997 VX är en asteroid i huvudbältet som upptäcktes den 1 november 1997 av den japanska astronomen Takao Kobayashi vid Ōizumi-observatoriet. Den är uppkallad efter Hakkaisan i japan.
Asteroiden har en diameter på ungefär 6 kilometer.